# Kelvin Beachum
Kelvin Lee Beachum Jr. (Mexia, Texas, 8 de junio de 1989) más conocido como Kelvin Beachum, es un jugador profesional estadounidense de fútbol americano que se desempeña en la posición de offensive tackle en Arizona Cardinals, equipo de la National Football League (NFL).

## Carrera
Fue seleccionado en la séptima ronda en la Reunión Anual de Selección de Jugadores de la NFL de 2012. Hizo su debut profesional con el equipo Pittsburgh Steelers, en el cual jugó cuatro temporadas (2012-2016), después pasó a Jacksonville Jaguars (2016-2017), posteriormente a New York Jets (2017-2020), luego a Arizona Cardinals, donde lleva jugando cuatro temporadas.